# 胡利奥·佩雷拉
胡利奥·佩雷拉（西班牙語：Julio Pereyra，1963年1月3日—2016年11月18日），乌拉圭男子篮球运动员。他曾代表乌拉圭获得1984年夏季奥运会男子篮球比赛第六名。他也曾数次获得全国比赛的冠军。